# Гладенко, Иван Никитович
Иван Никитович Гладенко (20 сентября 1915, Анновка, Сумской уезд, Харьковская губерния, Российская империя — 8 октября 1991, УССР, СССР) — советский и украинский учёный в области ветеринарной фармакологии, академик ВАСХНИЛ (1975-92).

## Биография
Иван Гладенко родился 20 сентября 1915 года в Анновке. Вскоре переехал в Харьков и в 1933 году поступил в Харьковский ветеринарный институт, который окончил в 1938 году и был оставлен там в качестве научного сотрудника, где проработал до 1941 года. В 1941 году был эвакуирован в Казахскую ССР в связи с началом ВОВ и проработал в эвакуации вплоть до 1944 года. В 1944 году вернулся в УССР и устроился на работу в Украинский НИИ экспериментальной ветеринарии, которому посвятит 41 год. С 1944 по 1945 год работал научным работником, с 1945 по 1947 год заведовал лабораторией ветеринарно-химической защиты и отделом фармакологии и токсикологии. В 1957 году был избран директором и проработал в данной должности до 1985 года, одновременно с этим с 1964 по 1985 год заведовал лабораторией фармакологии и токсикологии. В 1968 году был назначен на должность профессора и проработал вплоть до 1985 года. С 1985 года — на пенсии.
Скончался Иван Гладенко 8 октября 1991 года в УССР.( Украинская ССР)

## Научные работы
Основные научные работы посвящены ветеринарной токсикологии, химиотерапии паразитарных и инфекционных болезней сельскохозяйственных животных. Автор свыше 150 научных работ.
- Дал рекомендации и регламентации применения пестицидов в растениеводстве и животноводстве.
- Обосновал возможность применения лечебных аэрозолей при заболеваниях животных.
- Разрабатывал методы токсикологической оценки ядохимикатов, изучал их влияние на организм животных.

## Награды и премии
- 1966 — Орден «Знак Почёта».
- 5 научных медалей СССР.